# Rankine (cráter)
Rankine es un pequeño cráter de impacto situado cerca del terminador oriental de la Luna. Se encuentra en el suelo sur del cráter satélite Maclaurin B, un impacto de 43 kilómetros de diámetro que se encuentra al sureste del propio cráter Maclaurin. Al este de Rankine se halla el cráter Gilbert, y directamente al sur aparece von Behring.
|  |

Se trata de una formación insignificante en forma de cuenco con un suelo interior se dimensiones despreciables. El cráter es circular y simétrico, y sus paredes interiores inclinadas carecen de rasgos significativos (aunque poseen un albedo ligeramente más alto que el terreno que las rodea). De forma general, es indistinguible de otros muchos cráteres lunares de similares características.